# Edward Teller
Edward Teller (maďarsky Teller Ede) (15. ledna 1908, Budapešť – 9. září 2003, Stanford, Kalifornie) byl americký fyzik maďarsko-židovského původu. V USA je označovaný jako „otec vodíkové bomby“. Teller byl jedním z nejkontroverznějších vědců 20. století, měl velký politický vliv, prosazoval vývoj nových zbraní hromadného ničení a stal se „architektem hvězdných válek“. Tellerem se nechal inspirovat i Stanley Kubrick ve svém filmu Dr. Divnoláska aneb Jak jsem se naučil nedělat si starosti a mít rád bombu.

## Život
Edward Teller se narodil v Rakousku-Uhersku. Jeho otec Miksa Teller byl právník. Když byl Edward malý, mluvil velice pomalu a jeho dědeček upozorňoval dokonce na to, že může být retardovaný. Teller odmaturoval v Maďarsku. Zajímala ho nejen matematika, ale když mu otec kvůli lepší možnosti výdělku doporučil studium chemie, zapsal se Teller na Budapešťskou technickou universitu. 2. ledna roku 1926 Teller opustil Maďarsko kvůli fašistickému režimu a kvůli zákonu Numerus clausus.
V Karlsruhe nejdříve studoval matematiku a chemii. Roku 1927 zde měl přednášku profesor Mark Hermann o kvantové mechanice jako o základě chemie. Tellera zaujala daná problematika a tak začal studovat fyziku. Na jaře roku 1928 se už učil fyziku v Mnichově pod dohledem Arnolda Sommerfelda. Ve stejném roce přišel Teller o část nohy při dopravní nehodě tramvaje. Od té doby měl místo chodidla protézu a kulhal až do konce života. Na podzim roku 1928 odešel studovat do Lipska, kde byl jeho profesorem Werner Heisenberg. V roce 1930 tu získal doktorát fyziky. Ve stejném roce se Teller spřátelil i s ruskými fyziky Georgem Gamowem a s Lvem Landauem, kteří byli v této době v západní Evropě.
Teller se později zabýval molekulovou spektroskopií. V této oblasti je jeho nejznámějším objevem Jahnův-Tellerův efekt (1937). Poté pracoval dva roky v Göttingenu, kde se stal asistentem pozdějšího nositele Nobelovy ceny Jamese Francka. Teller opustil Německo v roce 1933 a na krátkou dobu odešel do Anglie. Potom odešel na rok do Kodaně, kde pracoval pod vedením Nielsa Bohra. Roku 1933 se oženil s „Mici“ (Mária Harkányi).
Později Tellera pozval do USA George Gamow. V roce 1938 tam spolu vypracovali teoretické základy termonukleárních fúzí. Roku 1941 se Teller stal občanem USA a začal pracovat na projektu Manhattan.
Po druhé světové válce se spolu se Stanem Ulamem stal vedoucí osobností vývoje americké vodíkové bomby, jejíž prototyp získal název Teller-Ulamova bomba. Rozhodující formuli objevil v roce 1951 a v listopadu 1952, rok před Sovětským svazem, bombu vyzkoušeli. Byla 2500× silnější než atomové bomby, svržené na Hirošimu a Nagasaki. Získal značný politický vliv a dostal se do ostrého konfliktu s řadou kolegů, včetně „otce atomové bomby“ Roberta Oppenheimera, kteří usilovali o kontrolu atomových zbraní. V 80. letech zastával Reaganův projekt „hvězdných válek“.